# Trechwitz
Trechwitz ist ein Dorf mit 310 Einwohnern, gelegen zwischen Fläming und Havelland, und gehört als Ortsteil zur Gemeinde Kloster Lehnin im Bundesland Brandenburg, Landkreis Potsdam-Mittelmark.

## Geschichte

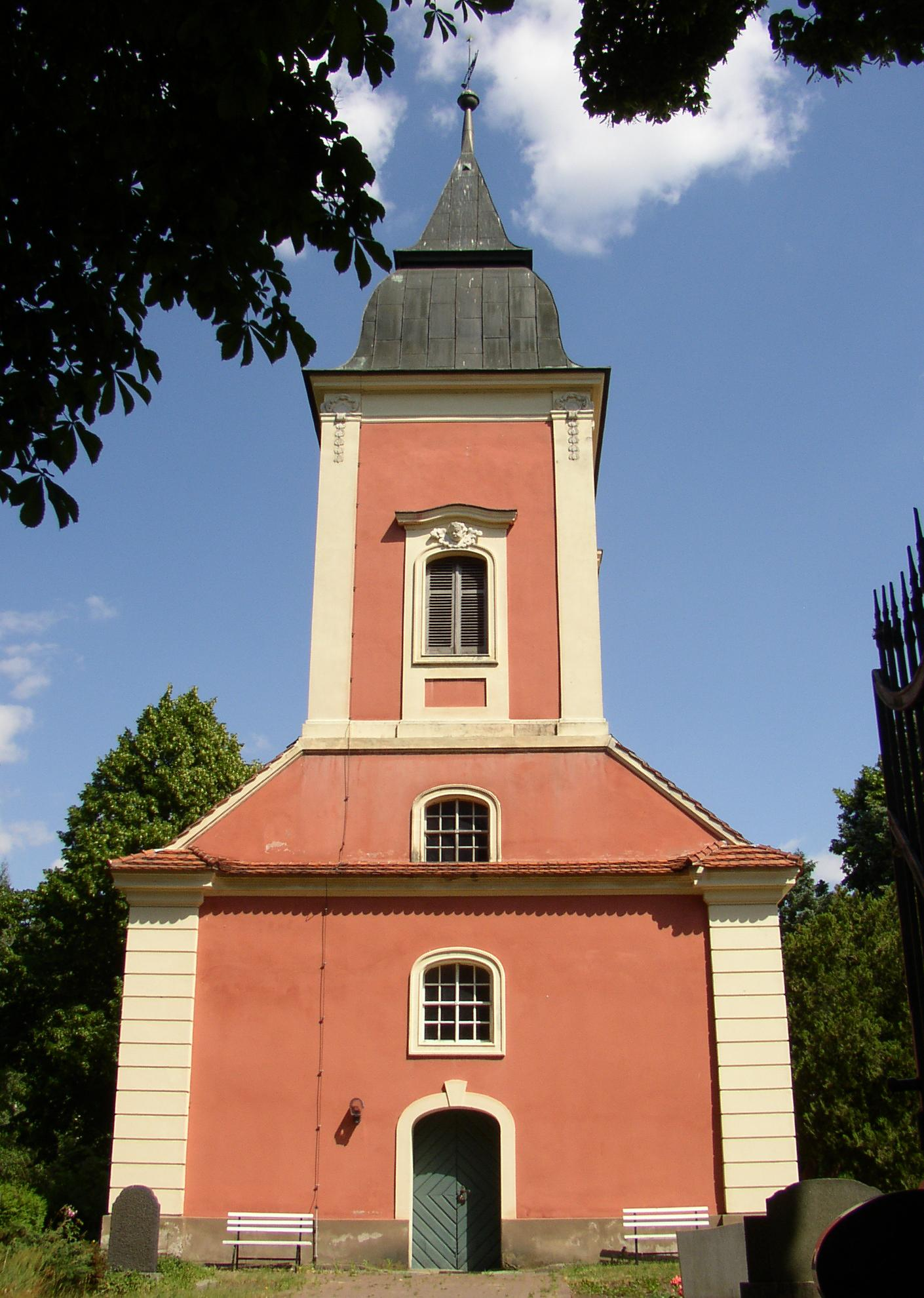
Dorfkirche Trechwitz

Erstmals wurde Trechwitz im Jahre 1186 erwähnt und zählte zu den Klosterdörfern des Zisterzienser-Klosters Lehnin. Um 1645 kam Trechwitz kurzzeitig in den Besitz der Adelsfamilie von Pfuel. Das Rittergut Trechwitz entwickelte sich dann zu einem der Hauptsitze des uradeligen Geschlechts der von Rochow. Erste Vertreter vor Ort waren der kurfürstlich brandenburgische Major Ehrenreich Adolf von Rochow (1615–1660) und seine Frau Louise von Hake-Berge. Ihnen folgte August Wilhelm von Rochow-Trechwitz, respektive zuvor sein Schwiegervater Ludolf Erdmann von Rochow-Jeserig. Trechwitz hatte dann zeitweilig den von Rochow zu Jeserig gehört. Die Dorfkirche Trechwitz wurde vom Architekten und Baumeister Georg Wenzeslaus von Knobelsdorff erbaut, welcher auch das Schloss Sanssouci in Potsdam errichtete. Der Kontext besteht darin, dass der damalige Patron, Bauherr und Gutsbesitzer Botho Wigand von Rochow (1737–1813) mit einer Frau C. J. (von) Knobelsdorff liiert war. Dies dokumentieren bis heute die Wappen beider Familien mit den Initialen des Ehepaares mittig oberhalb an der Patronatsloge. Caroline Juliane von Rochow war die vom König legitimierte jüngere Tochter und eine der beiden Universalerbinnen des berühmten Baumeisters aus einer Beziehung mit einer bürgerlichen Frau. Bekannter Trechwitzer Gutsherr wurde aber Theodor von Rochow genannt von Briest. Er hatte mehrere Güter, war preußischer Generalleutnant und starb als Gesandter in St. Petersburg. Laut dem 1879 erstmals amtlich publizierten Generaladressbuch der Rittergutsbesitzer der Provinz Brandenburg gehörte das Rittergut Trechwitz mit Vorwerk Schenkenberg samt Brennerei noch der Familie von Rochow. Es hatte einen Umfang von etwa 760 ha. Der Besitzer von Rochow wohnte in Dresden, der Besitz selbst war verpachtet an Ober-Amtmann Karbe. Die große Familie Karbe stieg zeitgleich von Pächtern zu Rittergutsbesitzern auf, ihnen gehörten mehrere Güter im Oderbruch.
Anfang des 20. Jahrhunderts kam das den Ort Trechwitz prägende Rittergut in bürgerliche Hände. Kurz vor der großen Wirtschaftskrise umfasste der landwirtschaftliche Betrieb 328 ha. Eigentümer wurde Emil Marschalleck, der auch kurz Teile von Nachbargütern wie Plessow pachtete und im Gutshaus Groß Kreutz wohnte. Trechtwitz leitete der Verwalter Horstmann in Damsdorf, welches mit 420 ha zu Trechwitz gehörte. Marschalleck dachte standesbewusst und gab seine beiden Söhne auf das Gymnasium der Ritterakademie zu Brandenburg. Sohn Karl-Heinrich Marschalleck promovierte und erlangte einen guten Ruf als Schriftsteller und Wissenschaftler. Nach der Bodenreform lebte er noch drei Jahre im Spreewald und ging dann nach Nordwestdeutschland. Das Gutshaus von Trechwitz blieb nicht erhalten.
Im Kirchturm erklingt die älteste Glocke (gegossen 1180) des Landes Brandenburg. Der in der Kirche „schwebende“ Taufengel soll der schönste der Mark Brandenburg sein und ist in mehreren ehemaligen Patronatskirchen der von Rochow zu finden.

### Eingemeindung
Trechwitz wurde am 26. Oktober 2003 nach Kloster Lehnin eingemeindet.

### Baudenkmale
In der Liste der Baudenkmale in Kloster Lehnin ist für Trechwitz die Dorfkirche als einziges Baudenkmal aufgeführt.

## Veranstaltungen
Alle zwei Jahre findet am ersten Wochenende des Septembers das Trechwitzer Treckertreffen statt. Treckerfahrer aus ganz Deutschland reisen dazu an, um in sportlichen Wettkämpfen ihr fahrerisches Geschick unter Beweis zu stellen. Rekordbesucherzahlen von ca. 7000 waren schon zu verzeichnen. Gestartet wird in zwei Kategorien: Eigenbautrecker und Oldtimer. Für das Trechwitzer Osterfeuer wird vom Freizeit- und Jugendverein e. V. ein Bauwerk errichtet.